# Taigà de la Sibèria Oriental
L'ecoregió de la taigà de la Sibèria Oriental, al bioma de la taigà i els boscos boreals, és una regió biogeogràfica molt gran situada a l'est de Rússia.

## Descripció
Aquesta vasta ecoregió es troba al cor de Sibèria, i s'estén més de 20° de latitud i 50° de longitud (dels 52° als 72° N i dels 80° als 130° E). El clima de la taigà de la Sibèria Oriental és subàrtic (caducifoli tropical i conífer) i mostra una alta continentalitat, amb extrems que van des dels 40 °C fins als -62 °C. Els hiverns són llargs i molt freds, però secs, amb poques nevades a causa dels efectes de l'anticicló de Sibèria. Els estius són curts, però poden ser considerats força càlids per la seva ubicació septentrional.
La precipitació és baixa, ja que oscil·la entre 200 i 600 mil·límetres, tot disminuint d'est a oest. La topografia d'aquesta ecoregió és variada, i consta d'àmplies planes d'inundació i àrees de topografia càrstica. A diferència de la veïna taigà de la Sibèria Occidental, les grans torberes i zones humides hi són notablement absents. Alguns arbres també perden llurs fulles anualment, una característica dels boscos caducifolis.

## Flora
La vegetació és composta principalment de vasts i densos boscos de làrix de Gmelin (Larix gmelinii), amb l'aparició del làrix de Sibèria (Larix sibirica) i un híbrid entre els làrixs de Gmelin i de Sibèria (Larix x czekanowskii) a mesura que s'avança cap a l'oest. El nabiu de grua (Vaccinium Oxycoccus) i la mirtilla (Vaccinium myrtillus) dominen el sotabosc.
Al llarg de l'ecorregió es poden trobar àrees més petites dominades pel pi de Sibèria (Pinus sibirica), el pi roig (Pinus sylvestris), la picea de Sibèria (Picea obovata) i l'avet siberià (Abies sibirica). Els boscos de pins i boscos caducifolis compostos per espècies de bedoll i àlber es tornen més comuns a mesura que s'avança cap al sud, i a les capçaleres del riu Lena i el riu Tunguska Inferior, així com a la conca del riu Angarà, es poden formar àrees d'estepa i estepa arbustiva juntament amb àrees de bosc-estepa.

## Fauna
Aquesta regió conté el nombre més gran d'ossos bruns (Ursus arctos collaris), llop euroasiàtic (Canis lupus), ants (Alces alces) i rens salvatges (Rangifer tarandus) a Rússia. Altres mamífers del sud de la taigà de la Sibèria oriental són el cérvol mesquer comú (Moschus moschiferus), el uapití de l'Altai també conegut com a uapití asiàtic (Cervus canadensis sibiricus) i el senglar (Sus scrofa). Entre els ocells d'aquesta ecoregió es troben l'àguila daurada (Aquila chrysaetos), el falcó pelegrí (Falco peregrinus), l'àguila peixatera (Pandion haliaetus), la cigonya negra (Ciconia nigra), la grua monjo (Grus monacha), la cornella (Corvus corone), el rossinyol blau i el rossinyol castany (Luscinia cyane and L. sibilans, respectivament), el rossinyol rus (Luscinia luscinia), el pinsà rosat (Carpodacus roseus), el falciot del Pacífic (Apus pacificus) i el xarxet del Baikal (Anas formosa).

## Estat de conservació, amenaces i àrees protegides
Encara que poques àrees d'aquesta ecoregió estan protegides, el seu estat de conservació figura com "Relativament estable/intacte". Les àrees protegides en aquesta ecoregió són:
- Santuari natural de Stolbi
- Reserva natural d'Oliokma
- Reserva natural de Tunguska
- Reserva natural de la Sibèria Central

Tots ells són «zapovèdniks» (és a dir, reserves ecològiques estrictes). Les principals amenaces per a la integritat d'aquesta ecoregió són la caça furtiva i la tala intensiva a les parts meridional i central de la regió.
Després del col·lapse de la Unió Soviètica es va presentar una nova amenaça. Hi ha pocs boscos a la Xina, i els empresaris xinesos (a causa de la manca de boscos, i encoratjats per un fort creixement econòmic) van començar a mostrar interès en obtenir els boscos de la Federació Russa. Els alts nivells de corrupció i alguns altres motius els van permetre d'assolir llur objectiu. Una nova llei adoptada va ser la llei federal 473-FZ, que protegeix els drets de les companyies estrangeres a la Federació Russa, i els llenyataires xinesos van començar a destruir tots els arbres a la terra arrendada (i molt més enllà). Hi ha hagut nombrosos intents de desforestació a la protegida plana d'inundació dels rius. A causa del gran dany ambiental, llurs activitats van causar protestes per part dels residents locals i el Fons Mundial per la Natura. Les accions de les companyies xineses representen una amenaça per a la població nativa de Sibèria i l'Extrem Orient (evenkis, udegue, etc.), privats de llur hàbitat i formes de vida tradicionals. La desforestació total per part de companyies xineses crea una amenaça addicional per a espècies rares i en perill d'extinció com el tigre siberià, el lleopard de l'Amur, l'ós bru de la Sibèria Oriental, entre d'altres.